# Александровка (Зеленоград)
Алекса́ндровка — бывшая деревня в Московской области.

## История
В 1987 году вместе с посёлком Крюково и рядом других территорий Александровка была присоединена к городу Зеленограду, и к маю 1999 года полностью снесена. В настоящее время на её территории располагаются 14-й микрорайон и коммунальная зона Александровка района Крюково, которые разделяет улица Александровка.
В 1941 году во время Великой Отечественной войны в районе деревни Александровка проходили бои. Неподалёку от расположенной рядом Новокрюковской улицы имеется братская могила советских воинов, в 1956 году на могиле был установлен памятник.